# 14-та кавалерійська дивізія (Російська імперія)
14-та кавалерійська дивізія — кавалерійське з'єднання в складі Російської імператорської армії. Входила до складу 14-го армійського корпусу.

## Історія

### Формування
- 27.07.1875-1918 - 14-та кавалерійська дивізія

### Бойовий шлях
Дивізія брала участь в Першій Світовій війні.
На етапі стратегічного розгортання в кінці липня - початку серпня 1914 дивізія діяла на захід від Радому.

## Склад дивізії

### Склад дивізії на 1913 рік
- 1-ша бригада (1903: Кельці; 1913: Каліш)
  - 14-й драгунський Малоросійський Спадкоємного Принца Німецького і Прусського полк
  - 14-й уланський Ямбурзький Ї. І. В. Великої Княгині Марії Олександрівни полк
- 2-га бригада (Ченстохова)
  - 14-й гусарський Мітавський полк
  - 14-й Донський козацький військового отамана Єфремова полк
- 23-тя батарея зі складу 12-го кінно-артилерійського дивізіону (Варшава)

## Командування дивізії

### Начальники дивізії
- 1875 -? - генерал-майор барон фон Менгден Карл Ернестович
- 16.04.1878 - 26.09.1884 - генерал-лейтенант Половцов Михайло Вікторович
- 26.09.1884 - 28.05.1889 - генерал-лейтенант Кульгачов Олексій Петрович
- 19.06.1889 - 21.07.1891 - генерал-лейтенант Леонтьєв Дмитро Миколайович
- 17.07.1891 - 20.03.1895 - генерал-лейтенант Менгден Георгій Федорович
- 04.04.1895 - 11.08.1900 - генерал-лейтенант Вонлярлярський Микола Михайлович
- 13.10.1900 - 27.01.1906 - генерал-лейтенант Бобильов Федір Нілович
- 27.01.1906 - 07.07.1907 - генерал-лейтенант Жилінський Яків Григорович
- 03.09.1907 - 01.05.1910 - генерал-лейтенант барон фон Неттельгорст Петро Робертович
- 01.05.1910 - 23.08.1913 - генерал-лейтенант Орановський Володимир Алоізійович
- 08.10.1913 - 13.10.1914 - генерал-лейтенант Новіков Олександр Васильович
- 18.10.1914 - 13.05.1915 - генерал-майор Ерделі Іван Георгійович
- 13.05.1915 - 04.02.1916 - генерал-майор Петерс Володимир Миколайович
- 04.02.1916 - 05.04.1917 - генерал-лейтенант Толпиго Антон Олександрович
- 19.04.1917 - 24.06.1917 - генерал-майор Люце (Лучов) Микола Павлович
- 10.07.1917 - xx.xx.xxxx - генерал-майор Милович Дмитро Якович (командувач)